# 세로트산
세로트산(영어: cerotic acid) 또는 헥사코산산(영어: hexacosanoic acid)은 화학식이 CH3(CH2)24COOH 인 26개의 탄소로 구성된 긴 사슬의 포화 지방산이다. 밀랍과 카르나우바 왁스에서 가장 흔하게 발견되며 흰색의 결정성 고체이다.
또한 세로트산은 퍼옥시좀에서 세로트산을 포함한 대사되지 않은 지방산 사슬의 과도한 포화를 수반하는 질병인 부신백질이영양증과 종종 연관되는 매우 긴 사슬의 지방산의 일종이다.